# پائولا سویا
پائولا سویا (اسپانیایی: Paula Sevilla‎؛ زادهٔ ۲۸ ژوئن ۱۹۹۷) دونده سرعت زن اهل اسپانیا است.